# Goodenia rostrivalvis
Goodenia rostrivalvis är en tvåhjärtbladig växtart som beskrevs av Karel Domin. Goodenia rostrivalvis ingår i släktet Goodenia och familjen Goodeniaceae. Inga underarter finns listade i Catalogue of Life.